# Sei Alim Hasak
Sei Alim Hasak is een bestuurslaag in het regentschap Asahan van de provincie Noord-Sumatra, Indonesië. Sei Alim Hasak telt 6137 inwoners (volkstelling 2010).